# Giro de Italia 1935
La 23.ª edición del Giro de Italia se disputó entre el 18 de mayo y el 9 de junio de 1935, con un recorrido de 18 etapas, dos de ellas dobles, y 3577 km, que el vencedor completó a una velocidad media de 31,363 km/h. La carrera comenzó y terminó en Milán.
Tomaron la salida 102 participantes, de los cuales 62 terminaron la carrera. 
Vasco Bergamaschi, vencedor de diez etapas, se impuso en la clasificación general por delante de Martano y Olmo. Gino Bartali, que participaba a sus 21 años por primera vez en la ronda italiana y actuaba de gregario de Martano, obtuvo un triunfo de etapa y ganó la clasificación de la montaña.

## Etapas
| Etapa | Recorrido                 | Km       | Ganador             | Líder               |
| 1.ª   | Milán-Cremona             | 165      | Vasco Bergamaschi   | Vasco Bergamaschi   |
| 2.ª   | Cremona-Mantua            | 175      | Domenico Piemontesi | Domenico Piemontesi |
| 3.ª   | Mantua-Rovigo             | 162      | Learco Guerra       | Domenico Piemontesi |
| 4.ª   | Rovigo-Cesenatico         | 140      | Learco Guerra       | Walter Fantini      |
| 5.ªa  | Cesenatico-Riccione       | 35 (CRI) | Giuseppe Olmo       | Giuseppe Olmo       |
| 5.ªb  | Riccione-Porta Civitanova | 136      | Antonio Folco       | Giuseppe Olmo       |
| 6.ª   | Porta Civitanova-L'Aquila | 171      | Gino Bartali        | Vasco Bergamaschi   |
| 7.ª   | L'Aquila-Lanciano         | 146      | Learco Guerra       | Vasco Bergamaschi   |
| 8.ª   | Lanciano-Bari             | 308      | Learco Guerra       | Vasco Bergamaschi   |
| 9.ª   | Bari-Nápoles              | 333      | Raffaele Di Paco    | Vasco Bergamaschi   |
| 10.ª  | Nápoles-Roma              | 250      | Learco Guerra       | Vasco Bergamaschi   |
| 11.ª  | Roma-Florencia            | 317      | Vasco Bergamaschi   | Vasco Bergamaschi   |
| 12.ª  | Florencia-Montecatini     | 134      | Giuseppe Olmo       | Vasco Bergamaschi   |
| 13.ªa | Montecatini-Luca          | 99       | René Debenne        | Vasco Bergamaschi   |
| 13.ªb | Luca-Viareggio            | 55 (CRI) | Maurice Archambaud  | Vasco Bergamaschi   |
| 14.ª  | Viareggio-Génova          | 172      | Raffaele Di Paco    | Vasco Bergamaschi   |
| 15.ª  | Génova-Cuneo              | 148      | Giuseppe Olmo       | Vasco Bergamaschi   |
| 16.ª  | Cuneo-Asti                | 91       | Giuseppe Olmo       | Vasco Bergamaschi   |
| 17.ª  | Asti-Turín                | 250      | Raffaele Di Paco    | Vasco Bergamaschi   |
| 18.ª  | Turín-Milán               | 290      | Raffaele Di Paco    | Vasco Bergamaschi   |

## Clasificaciones
| \| 1. \| Vasco Bergamaschi \| Italia \| 113:22:46 \| \| 2. \| Giuseppe Martano \| Italia \| + 3:07s \| \| 3. \| Giuseppe Olmo \| Italia \| + 6:12s \| \| 4. \| Learco Guerra \| Italia \| + 7:22s \| \| 5. \| Maurice Archambaud \| Francia \| + 9:19s \| \| 6. \| Remo Bertoni \| Italia \| + 9:46s \| \| 7. \| Gino Bartali \| Italia \| + 16:01s \| \| 8. \| Ezio Cecchi \| Italia \| + 16:03s \| \| 9. \| Augusto Introzzi \| Italia \| + 17:01s \| \| 10. \| Ambrogio Morelli \| Italia \| + 17:13s \| |                    |         |           |
| 1. | Vasco Bergamaschi  | Italia  | 113:22:46 |
| 2. | Giuseppe Martano   | Italia  | + 3:07s   |
| 3. | Giuseppe Olmo      | Italia  | + 6:12s   |
| 4. | Learco Guerra      | Italia  | + 7:22s   |
| 5. | Maurice Archambaud | Francia | + 9:19s   |
| 6. | Remo Bertoni       | Italia  | + 9:46s   |
| 7. | Gino Bartali       | Italia  | + 16:01s  |
| 8. | Ezio Cecchi        | Italia  | + 16:03s  |
| 9. | Augusto Introzzi   | Italia  | + 17:01s  |
| 10. | Ambrogio Morelli   | Italia  | + 17:13s  |

| \| 1. \| Gino Bartali \| Italia \| - \| \| 2. \| Remo Bertoni \| Italia \| - \| \| 3. \| Mario Cipriani \| Italia \| - \| |                |        |   |
| 1. | Gino Bartali   | Italia | - |
| 2. | Remo Bertoni   | Italia | - |
| 3. | Mario Cipriani | Italia | - |

| \| 1. \| Frejus \| Italia \| FRE \| - \| |        |        |     |   |
| 1.                                       | Frejus | Italia | FRE | - |